# Gewest (Nederland)
Een gewest is in Nederland een organisatie die bedoeld is om gemeenteoverstijgende beheerstaken en soms ook beleidstaken uit te voeren.
Een gewest bestaat uit een aantal gemeenten die deelnemen via het gewestsbestuur (naam kan verschillen van gewest tot gewest) dat meestal bestaat uit dagelijkse bestuurders (wethouders of burgemeesters) van de participerende gemeenten.
Voorbeelden van gewesten zijn het Gewest Zuid-Kennemerland (tot 2001), Stadsgewest Haaglanden en het Gewest Gooi en Vechtstreek. Een gewest is een Zelfstandig bestuursorgaan van opzet omdat de bestuursleden direct gekozen zijn voor hun gemeente maar met een mandaat handelen bij bepaalde zaken in een regio.
De laatste jaren zijn veel gewesten om deze reden (een verborgen bestuurslaag) "uitgekleed" tot beheerorganisaties die zich enkel richten op uitvoerende taken als afvalstoffenverwerking en gezondheidszorg.

## België
Een Gewest in Nederland valt geenszins te vergelijken met een Gewest in België. Gewesten zijn deelstaten van het Federale België die de grondbevoegdheden en economische bevoegdheden regelen, naast de gemeenschappen die de culturele en taalkundige bevoegdheden waarnemen. Daarenboven is er nog het gewest 'sui generis' (eigenlijk een 'stadsdeelstaat' in het Federale België): het Brussels Hoofdstedelijk Gewest, dat juridisch niet gelijk is aan het Vlaams of het Waals Gewest en fungeert als het bestuursorgaan van wat men doorgaans als de stad Brussel beschouwt (niet te verwarren met de gemeente Brussel dat slechts het stadscentrum is van de Belgische hoofdstad of het stedelijk gebied van Brussel, dat veel groter is dan het Brussels Hoofdstedelijk Gewest).